# Frozen (cântec)
Frozen este o melodie pop/electronică de pe albumul Ray of Light al Madonnei, lansatǎ ca single în februarie 1998. Cântecul a fost clasat pe locul 44 în clasamentul australian de sfârșit de an.

## Compunerea și inspirația
În interviul cu Vanity Fair din 1998, Madonna a recunoscut că unele versuri sunt inspirate din experiența proprie, precum „You're broken, when you're heart's not open”.

## Structura
Unele sunete produse de baterie sunt foarte expresive, plecând de la cele asămănătoare cu un ciocan până la unele ca bețe tari din lemn.

## Recepția

### Premii și recunoașteri
| Anul | Ceremonia         | Premiul                            | Rezultatul |
| ---- | ----------------- | ---------------------------------- | ---------- |
| 2003 | Slant Magazine    | 100 Greatest Music Videos          | Locul 22   |
| 2009 | Evenimentul Zilei | Cele mai bune melodii ale Madonnei | Locul 1    |

### Performanța în topuri
„Frozen” a primit discul de aur în Austria, fiind primul ei disc single din 1990 până atunci, care a fost certificat acolo  și în Olanda, unde este până în prezent, singurul ei disc single certificat. În Norvegia a primit discul de aur, primind apoi și unul de platină.
Discul single este al patrulea cel mai bine vândut single al Madonnei în Franța, după „La Isla Bonita”, „Into the Groove” și „Like a Prayer”, înregistrând peste 469.000 de exemplare vândute.

### Certificate
| Țara   | Certificat |
| ------ | ---------- |
| Franța | Aur        |

## Videoclipul
Videoclipul a fost clasat pe locul 88 în „Total Request Top 100 of 1998”, cu toate că emisiunea debutase în luna septembrie 1998, iar videoclipul la începutul anului.